# Aksu, Isparta
Aksu là một huyện thuộc tỉnh Isparta, Thổ Nhĩ Kỳ. Huyện có diện tích 463 km² và dân số thời điểm năm 2007 là 5360 người, mật độ 12 người/km².